# Louise de Goussaincourt de Gauvain
Pour les articles homonymes, voir Gauvain (homonymie).
Louise de Goussaincourt de Gauvain, née Louise de Gauvain le 2 mars 1849 à Nancy et morte le 17 octobre 1931 à Cannes, est une peintre et aquarelliste française.

## Biographie

### Famille et vie privée
Jeanne Marguerite Louise Gauvain naît en 1849 à Nancy, fille de Joseph Xavier de Gauvain, propriétaire, et Caroline de Lasalle, son épouse. 
En 1870, elle épouse à Laneuveville-devant-Nancy René Matry de Goussaincourt, propriétaire nancéien né à Paris. Le couple a deux enfants : Georges Marie Louis né en 1871 à Bad Homburg vor der Höhe ; Eugénie Louise Marie Caroline Yvonne née en 1879 à Villers-sur-Mer. Les époux de Goussaincourt divorcent en 1892.
Louise de Gauvain donne notamment pour adresse le 27 rue de la Ravinelle à Nancy (années 1880), les 11 rue de Constantinople (1891) et 11 place de la Madeleine (1893-1895) à Paris, le 107 rue d'Antibes à Cannes (XXe siècle),. 

### Carrière
Dans sa jeunesse, Louise de Gauvain est l’élève de Marie-Edmée Pau, une dessinatrice nancéienne. Plus tard, elle étudie successivement avec René Princeteau, Maxime Lalanne, Charles Beauverie, Le Bas, Ernest Quost, Ferdinand Humbert et Saintpierre.
À partir de 1876, elle expose au Salon de Paris des tableaux représentant surtout des paysages, et des dessins au fusain. En 1883, elle est l'une des sociétaires fondatrices de la toute nouvelle Union des femmes peintres et sculpteurs, et participe dès lors aux expositions organisées annuellement.
Dans les années 1880, Louise de Gauvain expose par ailleurs à Nancy, dans la galerie Rousseau rue Saint-Georges : Bouquet de lilas blanc en 1884, Bord de canal en 1885, puis des bouquets de fleurs. À partir du milieu de la décennie, ses participations au Salon se font plus rares. Elle y expose une dernière fois en 1895, une huile intitulée Un coin de serre.
Établie 107 rue d'Antibes à Cannes où elle enseigne la peinture, elle dispose par ailleurs dans les années 1910 d’un atelier à Allevard, station thermale des Alpes, où elle réalise et expose de nombreuses aquarelles.
Louise de Gauvain meurt en 1931 à Cannes, dans son domicile de la rue d'Antibes. Elle est inhumée au cimetière de Préville à Nancy.

## Œuvres
- Le Lac d’Enghien, Salon de 1876[5]
- À Enghien (Seine), fusain, Salon de 1879
- Les Vaches noires, à Villers-sur-Mer, Salon de 1879
- Ferme à Villers-sur-Mer, fusain, Salon de 1880[Note 1]
- Fleurs, Salon de 1880
- Sous-bois, Salon de 1880
- Chemin creux à Villers-sur-Mer, aquarelle, Salon de 1881
- Herbage du manoir d'Aubervilliers, exposition de l’Union des femmes peintres et sculpteurs, 1883[14]
- Barques abandonnées, exposition de l’Union des femmes peintres et sculpteurs, 1884[15]
- Derniers Jours d’automne, exposition de Carcassonne, 1884
- Fleurs des champs, exposition de Carcassonne, 1884
- Bouquet de lilas blanc, galerie Rousseau, Nancy, 1884
- Bord de canal, galerie Rousseau, Nancy, 1885
- Primevères, Salon de 1886
- Fleurs, Salon de 1886
- L'Avenue de Schlittenbach, exposition de l’Union des femmes peintres et sculpteurs, 1886[16]
- Lilas, exposition de l’Union des femmes peintres ou sculpteurs, 1888[17]
- Panneau de fleurs, galerie Rousseau, Nancy, 1889[18]
- Quatre feuilles de paravent, exposition de l’Union des femmes peintres et sculpteurs, 1889[19]
- Tableau de roses, exposition de l’Union des femmes peintres et sculpteurs, 1890[20]
- Tableau de fleurs, exposition de l’Union des femmes peintres et sculpteurs, 1891[21]

- Primevères et Lilas blancs, Salon de 1891
- Rhododendrons et Boules de neige, Salon de 1891
- Rhododendrons et Lilas, exposition de l’Union des femmes peintres et sculpteurs, 1892[22]
- Le Marché aux fleurs, Salon de 1893[23],[24]
- Un coin de serre, Salon de 1895